# Liven'
Liven' (Ливень) è un film del 1929 diretto da Ivan Petrovič Kavaleridze.